# Denali (berg)

De Denali in 3D

De Denali is gelegen in Alaska en is met zijn 6194 meter de hoogste berg in Noord-Amerika. De berg is gelegen in het midden van het Denali Nationaal Park. De naam Denali, die vóór 1917, en van 2015 tot 2025 gebruikt werd, betekent "de Hoge" in het Koyukon, een aan de Yukon gesproken Athabaskische taal uit Alaska. De naam Mount McKinley, die van 1917 tot 2015, en sinds 2025 (door overheidsinstanties) weer wordt gebruikt, is een verwijzing naar de vroegere Amerikaanse president William McKinley.
De ontdekkingsreiziger en arts Frederick Cook claimde in 1903 dat hij als eerste erin was geslaagd de top te beklimmen, maar uit de foto's en verslagen van zijn tocht werd later duidelijk dat hij op een lagere bergtop in de buurt was geweest.
De eerste officiële beklimming van de Denali was op 7 juni 1913 door een groep onder leiding van Hudson Stuck. In 1947, zo'n 30 jaar na de naamsverandering van de berg, was Barbara Washburn de eerste vrouw op de top. Hoewel het niet zonder gevaar is, wordt de berg nog vaak beklommen. Elk jaar gebeuren er vele ongelukken op de Denali, soms met fatale afloop. Sinds 1932 zijn er 108 doden gevallen op deze berg.

## Discussie omtrent naam
Op 31 augustus 2015 werd bekendgemaakt dat president Obama had besloten dat de berg officieel de oorspronkelijke naam van voor 1917 Denali terugkreeg. President Donald Trump maakte per decreet deze naamswijziging op 20 januari 2025 ongedaan. Dit besluit werd openlijk bekritiseerd door beide republikeinse senatoren voor Alaska, Lisa Murkowski en Dan Sullivan.
1. Azië: Mount Everest (8849 m) · 2. Zuid-Amerika: Aconcagua (6962 m) · 3. Noord-Amerika: Denali (6190 m) · 4. Afrika: Kilimanjaro (5895 m) · 5. Europa: Elbroes (5642 m) / Mont Blanc (4811 m) · 6. Antarctica: Vinsonberg (4892 m) · 7. Oceanië: Puncak Jaya (4884 m)